# Света Троица (квартал)
Вижте пояснителната страница за други значения на Света Троица.
„Света Троица“ е жилищен комплекс, разположен в западната централна част на град София. На юг кварталът граничи с ж.к. Илинден, на изток с ж.к. Банишора и ж.к. Зона Б-18, на североизток с квартал Фондови жилища, на северозапад с ЖП гара „Захарна фабрика“ и ж.к. Захарна фабрика и на запад с кв. Гевгелийски. Големите пътни артерии са бул. „Сливница“, бул. „Константин Величков“ и ул. „Габрово“. Кварталът е добре подреден и има много зеленина в междублоковите пространства. Кварталът е основан през 20-те години на XX век от бежанци от Македония, предимно от град Дойран.

## Архитектура
Строителството в квартала е най-разнообразно. Повечето блокове са панелни (от серии Бс-VIII-Сф, Бс-2-69 и Бс-69-Сф) и са строени от края на 1960-те до края на 1980-те години. ЕПК блоковете също не са малко, те са групирани по 3 – 4 и са пръснати в различните краища на ж.к. Света Троица по бул. „Сливница“ и по малките улици на квартала. Стари тухлени блокове има в близост до парка и до бул. „Константин Величков“, те са строени в средата на 1960-те години. Строителството на нови тухлени кооперации тепърва се развива, съобразно транспортната инфраструктура.

## Обществени институции и транспорт
В Света Троица има четири училища (3 СОУ „Марин Дринов“, 43 ОУ, 45 ОУ, 33 езикова гимназия „Света София“), както и Професионална гимназия по хранително-вкусови технологии, Професионална гимназия по транспорт и енергетика и Професионална гимназия по аудио, видео и телекомуникация.
В квартала се намират и две здравни заведения: СБАЛ на сърдечно-съдови заболявания и VI Диагностично-консултативен център, както и сградата на столичното електроразпределение.
Транспортът в ж.к. Света Троица е съсредоточен по големите пътни артерии:
- автобуси № 11, 77, 82, 83, 309 и 310
- тролеи № 6 и 7
- трамваи № 3, 11 и 22
- метро – в близост са метростанциите „Константин Величков“ и „Вардар“

## Пътища
| Път                           | Наречен на                                                                 | Местоположение |
| ----------------------------- | -------------------------------------------------------------------------- | -------------- |
| „Алдомировска“                | Алдомировци, село в Софийско                                               | Карта          |
| „Бабина поляна“               | Бабина поляна, село във Вранско, Сърбия                                    | Карта          |
| „Бургас“                      | Бургас, град в Югоизточна България                                         | Карта          |
| „Варна“                       | Варна, град в Североизточна България                                       | Карта          |
| „Видин“                       | Видин, град в Северозападна България                                       | Карта          |
| „Вита“                        | ?                                                                          | Карта          |
| „Враня“                       | Враня, град в Югоизточна Сърбия                                            | Карта          |
| „Габрово“                     | Габрово, град в Северна България                                           | Карта          |
| „Галичник“                    | Галичник, село в Реканско, Северна Македония                               | Карта          |
| „Генерал Николай Г. Столетов“ | Николай Столетов (1831 – 1912), руски генерал                              | Карта          |
| „Георче Петров“               | Гьорче Петров (1865 – 1921), революционер                                  | Карта          |
| „Дебелец“                     | Дебелец, град във Великотърновско                                          | Карта          |
| „Димитър Петков“              | Димитър Петков (1858 – 1907), политик                                      | Карта          |
| „Зайчар“                      | Зайчар, град в Североизточна Сърбия                                        | Карта          |
| „Зографски манастир“          | Зографски манастир, манастир в Света гора, Гърция                          | Карта          |
| „Илийчо П. Илиев“             | ?                                                                          | Карта          |
| „Йосиф Щросмайер“             | Йосиф Щросмайер (1815 – 1905), хърватски духовник                          | Карта          |
| „Казанлък“                    | Казанлък, град в Южна България                                             | Карта          |
| „Качаник“                     | Качаник, град в Косово                                                     | Карта          |
| „Константин Величков“         | Константин Величков (1855 – 1907), писател                                 | Карта          |
| „Крум Хр. Стоянов“            | ?                                                                          | Карта          |
| „Леди Страндфорд“             | Емили Странгфорд (1826 – 1887), английска общественичка                    | Карта          |
| „Майор Георги Векилски“       | Георги Векилски (1882 – 1918), офицер                                      | Карта          |
| „Мелник“                      | Мелник, град в Югозападна България                                         | Карта          |
| „Мияци“                       | Мияци, етнографска група в Северна Македония                               | Карта          |
| „Насте Стоянов“               | Насте Стоянов (1840 – 1915), просветен деец                                | Карта          |
| „Оряхово“                     | Оряхово, град в Северозападна България                                     | Карта          |
| „Перник“                      | Перник, град в Западна България                                            | Карта          |
| „Петрич“                      | Петрич, град в Югозападна България                                         | Карта          |
| „Пиротска“                    | Пирот, град в Югоизточна Сърбия                                            | Карта          |
| „Пловдив“                     | Пловдив, град в Южна България                                              | Карта          |
| „Преображенско въстание“      | Илинденско-Преображенско въстание, въстание в Османската империя през 1903 | Карта          |
| „Радомир“                     | Радомир, град в Западна България                                           | Карта          |
| „Русе“                        | Русе, град в Североизточна България                                        | Карта          |
| „Секула детенце“              | Секула Детенце, фолклорен герой                                            | Карта          |
| „Скопие“                      | Скопие, град в Северна Македония                                           | Карта          |
| „Сливница“                    | Сливница, град в Софийско                                                  | Карта          |
| „Стара Загора“                | Стара Загора, град в Южна България                                         | Карта          |
| „Трън“                        | Трън, град в Западна България                                              | Карта          |
| „Хайдут Сидер“                | „Черен арап и хайдут Сидер“, поема на Никола Козлев от 1866                | Карта          |
| „Хубава Грозданка“            | „Ранила е хубава Грозданка“, народна песен                                 | Карта          |
| „Цар Иван Александър“         | Иван Александър (? – 1371), цар на Второто българско царство               | Карта          |
| „Цар Симеон“                  | Симеон I (864 – 927), цар на Първото българско царство                     | Карта          |
| „Царибродска“                 | Цариброд, град в Западните покрайнини                                      | Карта          |
| „Чавдарица“                   | ?                                                                          | Карта          |
| „Ямбол“                       | Ямбол, град в Югоизточна България                                          | Карта          |